# Ceolwulf I
Ceolwulf I (fl. IX secolo) fu re di Mercia dall'821 all'823.
Egli salì al potere dopo la morte del fratello Cenwulf. In realtà il vero successore avrebbe dovuto essere il figlio di quest'ultimo, Cenelm, che però morì, probabilmente in battaglia contro i Gallesi.

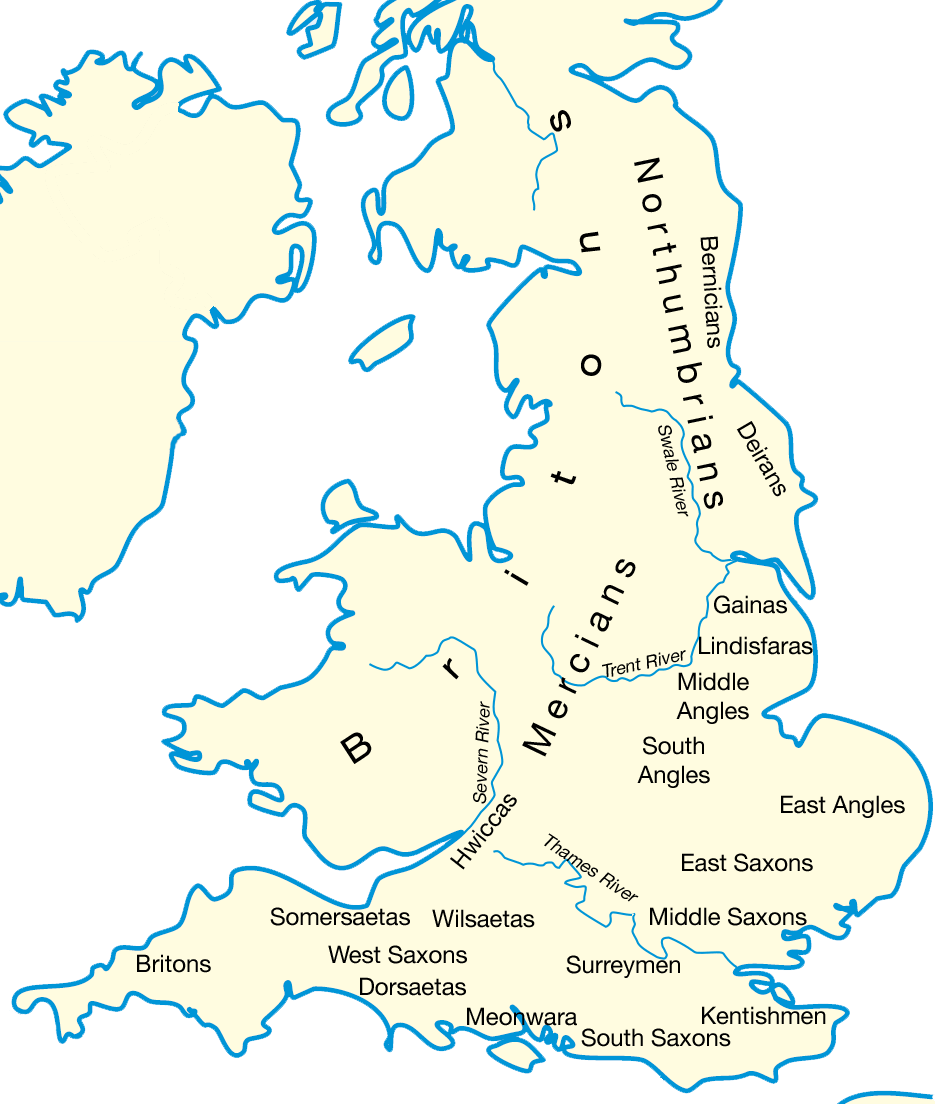
La Mercia attorno al 600.

Fu deposto da Beornwulf.